# Сеген, Седрик
Седрик Сеген (фр. Cédric Seguin, р.3 апреля 1973) — французский фехтовальщик-саблист, чемпион Европы, призёр Олимпийских игр.

## Биография
Родился в 1973 году. В 1999 году стал чемпионом Европы. В 2000 году стал серебряным призёром Олимпийских игр в Сиднее в командном первенстве.